# Pereo
Pereo (in greco antico: Περέος?, Peréos) è un personaggio della mitologia greca. Fu un principe d'Arcadia.

## Genealogia
Figlio di Elato e di Laodice, fu padre di Neera.

## Mitologia
Di Pereo e della figlia Neera, Pausania (che cita una leggenda) scrive che lo sposo della figlia fu Autolico, mentre lo Pseudo-Apollodoro dice che fu la madre dei figli di Aleo.